# 広橋兼頼
広橋 兼頼（ひろはし かねより）は、鎌倉時代中期の公家。官位は正四位下・右大弁、蔵人頭。

## 経歴
延応元年（1239年）、民部卿・広橋経光の長男として誕生。母は藤原親実の娘。
公卿に昇る前に死去したため、同母弟の兼仲が家を継ぐことになった。なお、兼仲の昇進が遅かったことを本郷和人は指摘しているが、同母兄の兼頼が順当な昇進を続け公卿への昇進が目前となっていたからである。

## 官歴
以下、『検非違使補任別巻』の内容に従って記述する。
- 延応元年（1239年）、誕生。
- 正元元年（1259年）8月11日、中宮権大進。
- 文応元年（1260年）9月25日、正五位下に昇叙。
- 文永3年（1266年）12月15日、右衛門権佐、検非違使宣旨。
- 文永6年（1269年）3月7日、蔵人に補される。
- 文永7年（1270年）1月21日、右少弁に任ぜられる。同年2月1日、蔵人と佐を止める。
- 文永8年（1271年）2月17日、正五位上に昇叙。同年11月29日、左少弁に転任。
- 文永10年（1273年）3月4日、氏院別当となる。同年4月、右大将を兼任したばかりの権中納言近衛家基の家司となる[3]。
- 文永11年（1274年）4月5日、右中弁に転任し、従四位下に昇叙。同年9月10日、左中弁に転任。
- 文永12年（1275年）2月1日、修理左宮城使となる。
- 建治元年（1275年）12月26日、右大弁に転任。
- 建治2年（1276年）1月5日、従四位上に昇叙。同月23日、遠江権守を兼ねる。
- 建治3年（1277年）9月13日、蔵人頭に補される。
- 弘安元年（1278年）4月17日、正四位下に昇叙。弘安3年（1280年）2月7日、卒去[4]。